# Nichelle Nichols
Grace Dell „Nichelle“ Nichols (Robbins, 1932. december 28. – Silver City, 2022. július 30.) amerikai színésznő és énekesnő.

## Filmjei

### Mozi
| Év   | Cím                                           | Szerep                  | Magyar cím                           |
| ---- | --------------------------------------------- | ----------------------- | ------------------------------------ |
| 1959 | Porgy and Bess                                | tancosnő                |                                      |
| 1966 | Tarzan's Deadly Silence                       | Ruana                   |                                      |
| 1966 | Made in Paris                                 | Salon customer          |                                      |
| 1966 | Mister Buddwing                               | Dice Player             |                                      |
| 1967 | Doctor, You've Got to Be Kidding!             | Jenny Ribbock           |                                      |
| 1974 | Truck Turner                                  | Dorinda                 |                                      |
| 1979 | Star Trek: The Motion Picture                 | Nyota Uhura             | Star Trek: Csillagösvény             |
| 1982 | Star Trek II: The Wrath of Khan               | Nyota Uhura             | Űrszekerek II: A Khan bosszúja       |
| 1984 | Star Trek III: The Search for Spock           | Nyota Uhura             | Star Trek III: Spock nyomában        |
| 1986 | Star Trek IV: The Voyage Home                 | Nyota Uhura             | Star Trek IV: A hazatérés            |
| 1986 | The Supernaturals                             | Sgt. Leona Hawkins      |                                      |
| 1989 | Star Trek V: The Final Frontier               | Nyota Uhura             | Star Trek V: A végső határ           |
| 1991 | Star Trek VI: The Undiscovered Country        | Nyota Uhura             | Star Trek VI: A nem ismert tartomány |
| 1995 | The Adventures of Captain Zoom in Outer Space | Sagan                   |                                      |
| 2002 | Snow Dogs                                     | Amelia Brooks           |                                      |
| 2004 | Surge of Power: The Stuff of Heroes           | Omen                    |                                      |
| 2005 | Are We There Yet?                             | Miss Mable              | Tor-túra                             |
| 2008 | Lady Magdalene's                              | Lady Magdalene / Maggie |                                      |
| 2008 | '[Tru Loved                                   | Grandmother             |                                      |
| 2008 | The Torturer                                  | Doc                     |                                      |
| 2012 | This Bitter Earth                             | Clara Watkins           |                                      |
| 2016 | Renegades                                     | Grace Jemison           |                                      |
| 2018 | American Nightmares                           | Mystic Woman            |                                      |
| 2018 | The White Orchid                              | Teresa Suskind          |                                      |
| 2019 | Surge of Dawn                                 | Omen                    |                                      |
| 2019 | Woman in Motion                               | önmaga                  |                                      |
| 2020 | Unbelievable!!!!!                             | Sensei / Aunt Petunia   |                                      |

### Televízió
| Év        | Cím                                   | Magyar cím                       | Szerep               | Megjegyzések                                         |
| --------- | ------------------------------------- | -------------------------------- | -------------------- | ---------------------------------------------------- |
| 1964      | [ Lieutenant                          |                                  | Norma Bartlett       | epizód: "To Set It Right"                            |
| 1966      | Tarzan                                |                                  | Ruana                | 2 epizód                                             |
| 1966–1969 | Star Trek                             | Star Trek – Űrszekerek           | Nyota Uhura          | 70 epizód                                            |
| 1970      | Insight                               |                                  | Ellie                | epizód: "Old King Cole"                              |
| 1973      | Star Trek: The Animated Series        |                                  | Nyota Uhura / hang   | 22 epizód                                            |
| 1984      | Antony and Cleopatra                  |                                  | Charmian             | TV film                                              |
| 1994      | Gargoyles                             |                                  | Diane Maza (hang)    | 4 epizód                                             |
| 1994      | Batman: The Animated Series           | Batman: A rajzfilmsorozat        | Thoth Khepera (hang) | epizód: "Avatar"                                     |
| 1996      | Star Trek: Deep Space Nine            |                                  | Nyota Uhura          | epizód: "Trials and Tribble-ations"; archive footage |
| 2000–2002 | Futurama                              |                                  | önmaga (hang)        | 2 epizód                                             |
| 2004      | The Simpsons                          | A Simpson család                 | önmaga (hang)        | epizód: "Simple Simpson"                             |
| 2007      | Heroes                                | Hősök                            | Nana Dawson          | 5 epizód                                             |
| 2007      | Star Trek: Of Gods and Men            |                                  | Nyota Uhura          | Fan production                                       |
| 2009      | The Cabonauts                         |                                  | CJ                   | epizód: "Pilot"                                      |
| 2010      | Scooby-Doo! Curse of the Lake Monster | Scooby-Doo és a tavi szörny átka | Senator              | TV-film                                              |
| 2016      | The Young and the Restless            | Nyughatatlan fiatalok            | Lucinda Winters      | 4 epizód                                             |
| 2017      | Downward Dog                          |                                  | Deejay DeVine        | epizód: "Old"                                        |
| 2017      | Sharknado 5: Global Swarming          |                                  | Sec. General Starr   | TV-film                                              |
| 2022      | Star Trek: Prodigy                    | Star Trek: Protostar             | Nyota Uhura          | epizód: "Kobayashi"; archive audio                   |

## Fordítás
- Ez a szócikk részben vagy egészben a Nichelle Nichols című angol Wikipédia-szócikk fordításán alapul.  Az eredeti cikk szerkesztőit annak laptörténete sorolja fel. Ez a jelzés csupán a megfogalmazás eredetét és a szerzői jogokat jelzi, nem szolgál a cikkben szereplő információk forrásmegjelöléseként.